# Volvo LV66
Volvo LV66-70 — среднетоннажный грузовой автомобиль, выпускавшийся шведским автопроизводителем Volvo Trucks в 1931—1936 годах.

## История
Компания Volvo Trucks представила автомобиль Volvo LV66 в 1931 году. Детали были созданы исключительно для грузовых автомобилей. В состав входят двигатель внутреннего сгорания с верхним расположением клапанов, четырёхступенчатая механическая трансмиссия, стальные диски и гидравлические тормоза.
Грузоподъёмность автомобилей Volvo LV68 и Volvo LV69 составляет 3,25 тонны, тогда как грузоподъёмность автомобилей Volvo LV66 и Volvo LV67 составляет 3,5 тонны. С 1933 года автомобили оснащались поддерживающими колёсными парами, что увеличивало грузоподъёмность до 5,25 тонн. На базе Volvo LV70 производились также автобусы.
С 1933 года автомобиль Volvo LV66 оснащался двигателем Хессельмана.

## Двигатели
| Модель  | Годы производства | Двигатель        | Объём    | Мощность          | Тип                                       |
| ------- | ----------------- | ---------------- | -------- | ----------------- | ----------------------------------------- |
| LV66-70 | 1931—1936         | Penta DC: I6 ohv | 4097 см3 | 75 л. с. (56 кВт) | Бензиновый двигатель внутреннего сгорания |
| LV66-70 | 1933—1936         | Penta HA: I6 ohv | 4097 см3 | 75 л. с. (56 кВт) | Двигатель Хессельмана                     |